# 蓬壺書院

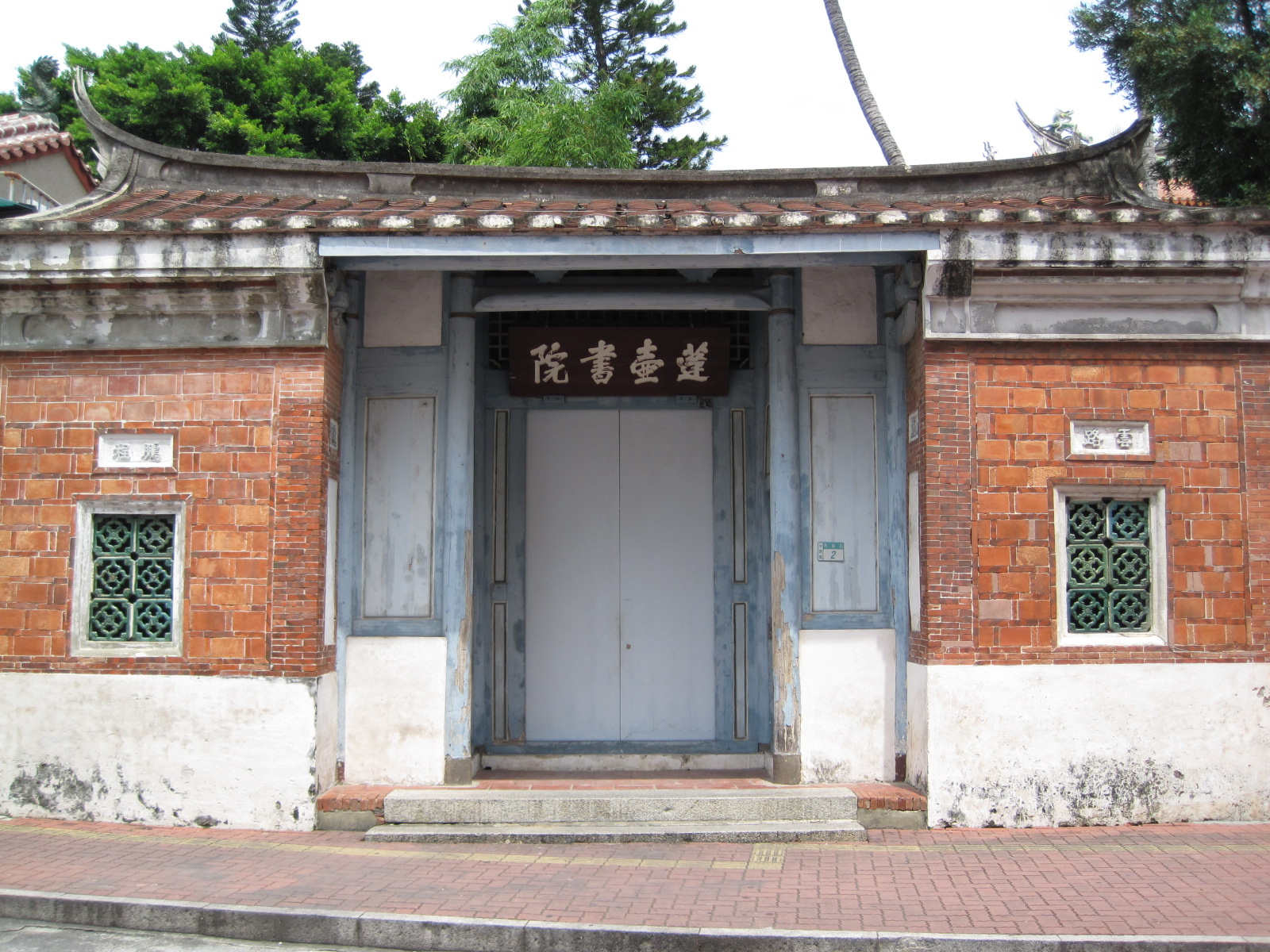
蓬壺書院正門

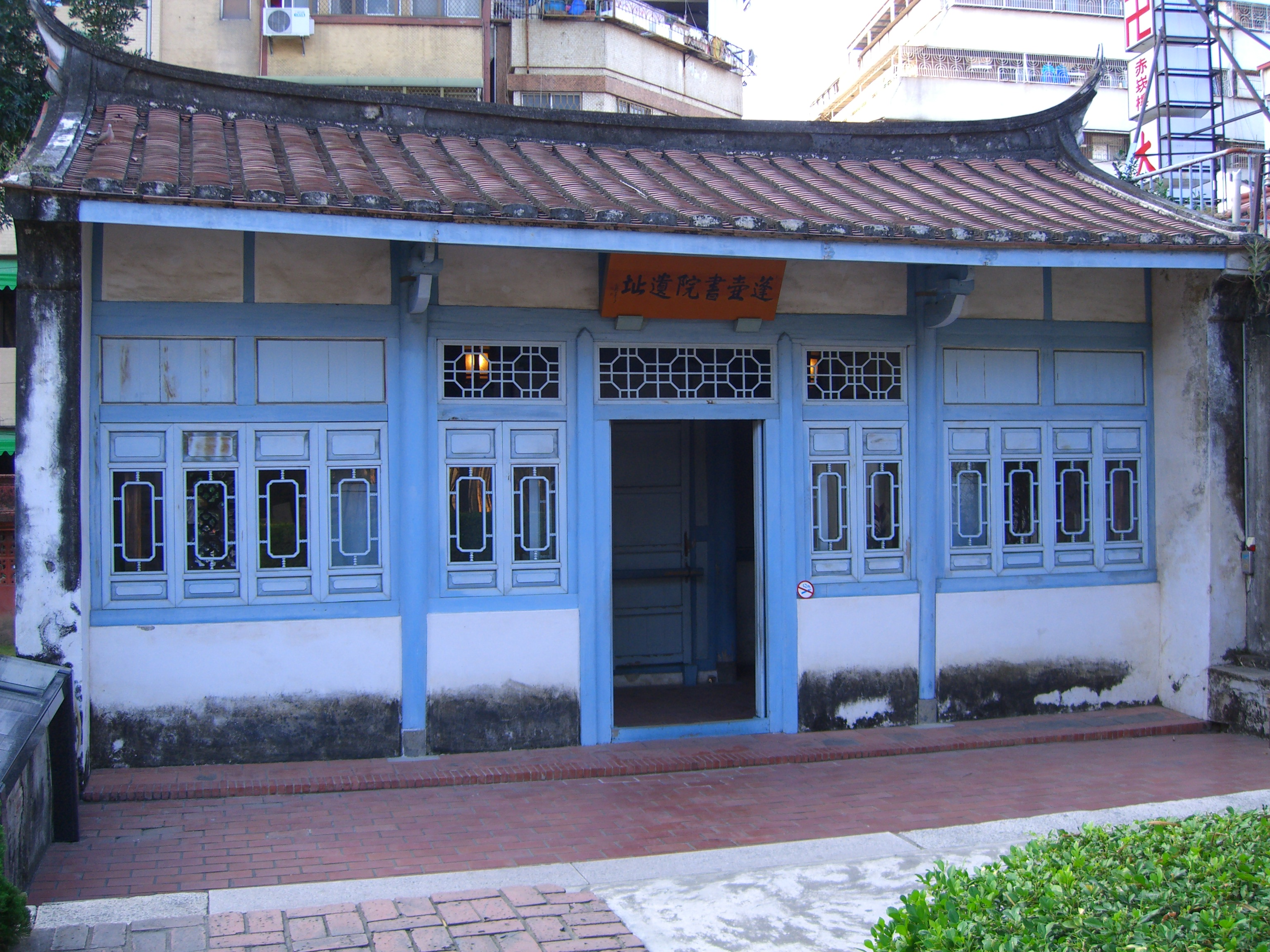
蓬壺書院門屋背面

蓬壺書院位於臺灣臺南市中西區，其前身為檨仔林街的「引心書院」，該書院創建於清嘉慶年間，後來曾改為臺灣縣書院。之後因該書院已經廢置，安平縣知縣沈受謙遂於光緒十二年（1886年）於今赤崁樓西側購地設置蓬壺書院。日治時期曾被當作衛戍醫院使用，戰後失修，而只留門屋。
門屋面寬三開間，中間內凹以強化入口意象，並懸有沈受謙所題之「蓬壺書院」匾。其牆面為斗砌磚牆，而屋頂則為燕尾形式。此外門屋建築被納入赤崁樓的古蹟保護範圍內。